# 도모데도보

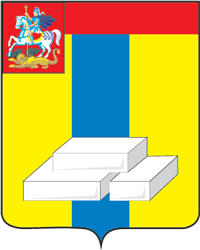
시 문장

도모데도보(러시아어: Домоде́дово)는 러시아 모스크바주 중부에 위치한 도시로, 인구는 54,088명(2002년 기준)이다. 모스크바(러시아의 수도이며 모스크바 주의 주도이기도 함)에서 남쪽으로 37km 정도 떨어진 곳에 위치한다.
1900년 신설되었고 1947년 시로 승격되었다. 러시아에서 가장 큰 공항인 도모데도보 국제공항이 위치한다.

## 인구
| 연도                | 인구    | ±%       |
| ------------------- | ------- | -------- |
| 1926                | 300     | —        |
| 1939                | 8,684   | +2794.7% |
| 1959                | 27,686  | +218.8%  |
| 1970                | 36,323  | +31.2%   |
| 1979                | 46,968  | +29.3%   |
| 1989                | 55,294  | +17.7%   |
| 2002                | 54,080  | −2.2%    |
| 2010                | 96,145  | +77.8%   |
| 2021                | 152,404 | +58.5%   |
| Source: Census data |         |          |

## 자매 도시
- 그리스 아테네
- 폴란드 브로츠와프
- 우크라이나 보리스필
- 우크라이나 흐멜니츠키
- 벨라루스 핀스크
- 아제르바이잔 숨가이트
- 러시아 젤레노돌스크
- 러시아 푸르마노프